# جوليا هارتفيغ
جوليا هارتفيغ (بالبولندية: Julia Hartwig)‏ هي مترجمة وكاتبة للأطفال وكاتِبة وشاعرة بولندية، ولدت في 14 أغسطس 1921 في لوبلين في بولندا، وتوفيت في 14 يوليو 2017 في Gouldsboro, Pennsylvania ‏ في الولايات المتحدة بسبب مرض قلبي وعائي.

## وصلات خارجية
- جوليا هارتفيغ على موقع ميوزك برينز (الإنجليزية)
- جوليا هارتفيغ على موقع ديسكوغز (الإنجليزية)